# مارسلین، ساسکاچوان
مارسلین (انگلیسی: Marcelin) یک روستا در استان ساسکاچوان کانادا است. مارسلین در ۲۵ سپتامبر ۱۹۱۱ به عنوان یک روستا ثبت رسمی شد. این روستا در سال ۲۰۱۱ جمعیتی برابر با ۱۵۸ نفر داشته است.